# Корипп
Корипп (лат. Flavius Cresconius Corippus) (около 510 — не ранее 568, возможно, до 580) — латинский поэт VI века. Его главное произведение — эпическая поэма «Иоаннида».

## Биографические сведения
Флавий Кресконий Корипп Африкан Грамматик (лат. Flavius Cresconius Corippus Africanus Grammaticus) родился в Римской Африке (область Карфагена) в период существования там вандальского королевства. Получил образование и начал преподавать грамматику (такое предположение делается на основании его прозвища). В его наиболее известной поэма «Иоаннида» есть указания на его раннюю идиллическую поэзию, которую Корипп неудачно стремился сочетать с эпосом (Joh. II, 336); эти произведения не сохранились.
Византийское завоевание Африки поэт воспринял с энтузиазмом. Он должен был находиться в войске полководца Иоанна во время взятия им Карфагена у мятежных мавров (548). У Кориппа четко прослеживается восточно-римская имперская идеология. В ходе реставрации империи Юстинианом победный дух преобладал, и тогда сложно было в полной мере представить себе историческую перспективу.
По всей видимости, в 50-е годы Корипп переезжает в Константинополь, где в то время существует кружок латинских интеллектуалов во главе с Присцианом Грамматиком, также приехавшим из Африки (Цезарея Мавританская), стремится сделать карьеру при дворе Юстиниана. С 565 г. он занимает должность princeps officium, получив ее, видимо, за свою поэму на воцарение Юстина II. Можно предположить, что ранее он занимал должности трибуна или нотария.

### Имя
Немецкий филолог П. Ридльбергер предложил читать имя поэта, как «Горипп» на том основании, что, по свидетельству гуманиста Иоганна Куспиниана, имя было указано в утраченной рукописи из Буды как «Горипп» (Fl. Cresconius Gorippus). В рукописи «Похвалы Юстину» (Matritensis 10029) автор дважды обозначен, как «Горипп» (один раз — как Корипп). Кроме того, если имя «Корипп» может считаться уникальным, то «Горипп» неоднократно зафиксирован в эпиграфических источниках, прежде всего в Сирии. Эта гипотеза получила поддержку со стороны специалистов, прежде всего немецких.

## Произведения

### «Иоаннида, или о Ливийской войне»
Эпическая поэма «Иоаннида, или о Ливийской войне» в VIII песнях и почти 5000 гекзаметрах рассказывает о войне против мавров во главе с дуксом Иоанном в 545—548 годах. «Иоаннида» должна была быть написана вскоре после описанных в ней событий. Однако полноценное «издание» этой поэмы имело место уже в Константинополе между 567 и 580 г., до вторжений аваров в империю. До нашего времени дошла только одна рукопись «Иоанниды»; ещё две, упомянутые в источниках, к настоящему времени утрачены. Рукопись, известная как Trivultianus, сохранилась в библиотеке графа Тривульци в Милане; впервые поэма была издана в 1820 году.
Незадолго до того, в 533 г. византийцы во главе с полководцем Велизарием сокрушили королевство вандалов в этом регионе и подавили мятеж Стотцы в 536 г. силами во главе с Германом. У истоков нового мятежа стоял вакантный магистр и дукс Нумидии Гонтарис (у Кориппа — Guntarith). Войдя в сношения с маврами, он составил заговор для узурпации власти в Африке. Силами мавров при участии недобитых соратников Стотцы мятежникам удалось разбить главные имперские силы во главе с Соломоном (Joh. III. 412—432) и даже захватить Карфаген. Поэма воспевает, прежде всего, военные подвиги Иоанна, подавившего этот мятеж и установившего прочный для тех условий мир почти на 15 лет.
Поэма начинается с того, что Юстиниан поручает полководцу Иоанну Троглите подавить мятеж в Африке, а завершается решающей битвой при Campi Catonis. Следуя традициям эпоса, предыстория описанных событий, происходивших с героем эпоса, дается в I песни: Иоанн прибывает в Карфаген и принимает послов местных племён. Вторая книга посвящена перечислению африканских народов и рассказу об экспедиции подчинённых Иоанна. Бо́льшую часть третьей и половину четвёртой песни составляет вставной рассказ трибуна Либерата о событиях, предшествовавших мятежу: юности мавританского князя Анталы, о его борьбе против вандалов, разгроме последних византийцами и о произошедшем затем восстании мавров против ромеев. Конец IV и V книга описывают сражение Иоанна с Анталой и другими вождями; в VI книге Иоанн побеждает и с триумфом входит в Карфаген, но варвары готовят новую атаку. Сражение заканчивается разгромом византийцев и описанием гибели византийского командира Иоанна Старшего в зыбучих песках. Далее армии перегруппировываются, и VIII книга завершается описанием победы ромеев. Последние строки поэмы не сохранились.
Важно то обстоятельство, что для своего эпоса Корипп взял не эпохальные события — само отвоевание Африки у вандалов — а гораздо менее важное восстание мавров десятилетие спустя. Здесь проявилась классическая эпическая традиция внимания к сравнительно небольшому эпизоду и его гиперболизация до универсального уровня.
Заглавный герой Иоанн по прозвищу Троглита (Ἰωάννης Τρωγλίτης) был родом из Македонии и являлся одним из главных полководцев Юстиниана. Но он все же не является главным эпическим героем. Его действия в Африке являются лишь частью более широкой картины, нарисованной Кориппом. Сравнивая данные Кориппа и Прокопия Кесарийского в плане степени их достоверности, исследователи отмечали большую точность Кориппа в деталях и оценках событий, чем у Прокопия. В целом, однако, историческая ценность труда Кориппа оказалась глубоко в тени «Вандальских войн» Прокопия. Тем не менее, по «Иоанниде» можно дать подробное историческое, антикварное, географическое, этнографическое описание ранневизантийской Африки.

### Похвала Юстину Младшему
Второе сохранившееся произведение Кориппа — панегирическая поэма, посвящённая императору Юстину II — «Похвала Юстину Младшему» в IV песнях. Поэма сохранилась в единственной рукописи, известной, как Matritensis 10029. Рукопись была создана в Испании примерно в X в. и, помимо сочинения Кориппа, содержит труды других латинских христианских поэтов. Первое издание поэмы осуществил в 1581 году Михаэль Руис Азагра, секретарь императора Рудольфа II.
Это также эпическая поэма с явно выраженными признаками панегирика. Здесь Корипп менее оригинален в области жанра и четко наследует позднеантичной традиции латинского императорского панегирика, начатой Клавдианом и продолженной Сидонием Аполлинарием и Присцианом. В этом произведении Корипп жалуется на старость и материальные проблемы; предполагают, что он мог скончаться вскоре после создания «Похвалы Юстину».
В I—III песнях панегирика нарисована яркая эпическая картина смерти и похорон Юстиниана, а также первых восьми дней царствования Юстина Младшего. В песни IV изображаются торжества по случаю вступления Юстина в должность консула. Это произведение имеет менее высокую литературную ценность, но сохраняет важную историческую. Оно написано в льстивом тоне, но дает много исторических данных, особенно относящихся к византийскому придворному быту.
Как с исторической, так и с поэтической точки зрения «Иоаннида» превосходит панегирик. «Иоанниду» в целом можно назвать завершением античной эпической поэзии. Этой поэмой заканчивается почти полуторатысячелетняя традиция античного эпоса, начиная с Гомера, и 900-летняя история римского эпоса. Панегирик Юстину, в свою очередь, завершает традицию императорских панегириков V—VI вв.

### Оценка творчества
Язык и стиль Кориппа, его метрические и языковые формы — в целом превосходны для своего времени. Причина этого заключается в его глубоких познаниях в классической поэзии. Корипп — человек книжного знания и книжной культуры. Но эта ученость все же не защитила Кориппа от характерных для его эпохи ошибок: неверная долгота гласных как в греческих, так иногда и в латинских словах (например, flăgitāre «требовать» с кратким ă вместо правильного flāgitāre), использование поздеантичных неологизмов (например, глагол properare «приближаться», образованный от prope «близко»). Встречаются ошибки в повелительном наклонении, в падежных окончаниях, в ряде случаев использование архаизмов, нестабильное употребление h в начале слов, что характерно для языка позднеантичных авторов в целом.
Корипп хорошо знал классическую поэтическую традицию. Он в целом удачно использовал классические обороты, зная, кто их уже применял ранее. Инкорпорация деталей старого художественного целого в состав нового типична для постклассического мира. Хотя героический эпос предполагает использование всего аппарата олимпийского пантеона, Корипп демонстрирует полный отказ от общепринятого мифологического словаря. Для его эпоса характерен ровный и скромный тон. Это можно объяснить тем, что Корипп был уже христианином: ряд традиционных эпических тем (молитвы, ритуал, вмешательство высших сил в дела людей) Корипп трактует с христианской точки зрения, подчёркивая, что его герой Иоанн обращается к христианскому всемогущему Богу и описывая не языческие жертвоприношения, а литургию в храме Карфагена (книга VI). Упоминания Иакха, Марса, Музы, Фетиды, Вулкана, гигантов, фурий носят лишь метафорический характер, как это было свойственно и другим современным Кориппу авторам. Более персонифицированы упоминания о Беллоне, Эринниях (Joh. III, 36 f.) и различных африканских культах, например, о храме Аммона (III, 82). Корипп не раз говорит о том, что древние мифологемы отжили своё, о них пели лишь древние поэты (I, 452; VI, 658). «В творчестве Кориппа старый достопочтенный жанр эпоса переживает свой последний расцвет», — заметил М. фон Альбрехт.
В новейшее время Корипп пользовался лишь небольшим вниманием специалистов. Со временем ничто не оказалось так прочно забыто, как литература Ранней Византии на латинском языке. Она оказалась абсолютно маргинальной по отношению как к собственно ранневизантийской литературе (греческой или греко-коптско-сирийской), так и к раннесредневековой латинской, сосредоточенной в Западном Средиземноморье. Нельзя её назвать и позднеримской, так как речь идет уже о VI веке, когда прежнего Рима уже не было. Достойное место для Кориппа находится лишь в случае включения его в общий контекст позднеантичной (постклассической) культуры, не разделяя её на латинскую и ранневизантийскую.

## Издания и литература

### Издания произведений Кориппа
- В серии «Collection Budé»: Corippe. Éloge de l’Empereur Justin II / Texte établi et traduit par S. Antès. CXIX, 251 p.
- Corippi Africani Grammatici libri qui supersunt / Rec. I. Partsch. B., 1879. ХХ, 150 p.
- Corippus, Flavius Cresconius, and Averil Cameron. In Laudem Iustini Augusti Minoris. London: Athlone Press, 1976
- The Iohannis, or, De bellis Libycis by Flavius Cresconius Corippus / Ed. by George W. Shea. Lewiston, NY, 1998. IX, 216 p.
- Flavius Cresconius Corippus. El Panegirico de Justino II. Sevilla, 1985. 215 p.

### Переводы на русский
- Корипп. Иоаннида. Песнь I (прозаический пер. Н. Н. Болгова) // Классическая и византийская традиция. 2014. Белгород, 2014. С. 348—360. ISBN 978-5-9905516-8-8
- Флавий Кресконий Корипп Африкан Грамматик. Панегирик Юстину Младшему // Мир поздней античности. Документы и материалы. Вып. 10 / Пер. Н. Н. Болгова. Белгород, 2017. 116 с.
- Флавий Кресконий Корипп. Иоаннида, или о Ливийской войне / Пер. с англ. Е. В. Старшова. — М.: Вече, 2023. — 288 с. — (Всемирная история). — ISBN 978-5-4484-3551-5 (первый в России полный прозаический перевод поэмы)